# Grande del regno
Grande del regno o magnate è una espressione usata nella storiografia medievale per descrivere la classe dirigente (piuttosto eterogenea) di un regno, di un principato o di un gruppo sociale, soprattutto quando questa classe non è ben definita.
Il termine è applicato con particolare frequenza ai vertici dei regni nell'alto e pieno Medioevo, la cui struttura interna era ancora poco stabilita o non è stata tramandata nei dettagli. Nelle fonti medievali ci sono diversi termini latini per i membri della nobiltà, che sono indicati come nobiles, potentes, proceres e optimate. Nella moderna medievistica, il termine "grande" è generalmente utilizzato per quanto riguarda l'alta classe dirigente secolare e clericale.
Nel regno dei Franchi Orientali e all'inizio del Sacro Romano Impero, i grandi eleggevano il re e, come consiglieri, alleati e organi esecutivi, esercitavano un'influenza sul suo esercizio del potere. In questo contesto, il governo era inizialmente basato su relazioni di tipo personale e di Personenverbänden, cioè di «gruppi di individui detentori di poteri uniti da reti di rapporti personali», anche se questi rapporti concreti erano moderati da un concetto proto-statale e astratto rappresentato dalle istituzioni religiose, di cui il sovrano era a capo, e dal pensiero "transpersonale" da loro emanato.
Il re ed i grandi del regno avevano un rapporto politico reciproco, dove il rango ed il prestigio erano importanti. In particolare, i grandi acquisivano influenza stando nella cerchia ristretta del re (Königsnähe), per cui la creazione del consenso era un fattore importante (governo consensuale). Con la regolamentazione vincolante del processo elettorale da parte della Bolla d'oro del 1356 e lo sviluppo di tribunali e di strutture di funzionari pubblici, l'importanza di questi grandi scomparve, sebbene i signori territoriali influenti continarono a svolgere un ruolo importante nella politica imperiale. Per il tardo Medioevo, si parla di principi imperiali ecclesiastici e secolari.